# Nicole Brändli
Nicole Brändli (* 18. Juni 1979 in Luzern) ist eine ehemalige Schweizer Radrennfahrerin und dreifache Olympionikin (2000, 2004, 2008).

## Werdegang
Die gelernte kaufmännische Angestellte war von 1999 bis 2009 Profi-Radrennfahrerin. Sie wurde mehrfache Schweizermeisterin, Junioren-Vizeweltmeisterin und Vizeweltmeisterin auf der Strasse (2002), Vize-Weltmeisterin im Zeitfahren 2001 und 2002 sowie Europameisterin im Zeitfahren.
Beim Giro d’Italia Femminile war sie Siegerin in den Jahren 2001, 2003 und 2005 sowie Zweite 2006. Bei der Tour de France der Frauen 2003 war sie Zweite.
2004 startete sie bei den Olympischen Sommerspielen in Athen und belegte im Straßenrennen der Frauen nach einem Sturz in der zweitletzten Runde den 38. Rang. Bei der Weltmeisterschaft 2006 wurde sie im Strassenrennen hinter der Niederländerin Marianne Vos Achte. Bei den Olympischen Sommerspielen 2008 belegte sie den 18. Rang.
Nachdem Brändli 2010 vom Leistungsradsport zurückgetreten war, da ihr damaliges Team, die Schweizer Sportgruppe Bigla, aufgelöst worden war, kündigte die 36-Jährige im November 2015 ihr Comeback an. Sie unterschrieb für 2016 einen Vertrag mit dem italienischen Radsportteam Servetto Footon, für das auch ihre Landsfrau Jolanda Neff fährt. Ihr erklärtes Ziel war die Teilnahme an den Olympischen Spielen in Rio de Janeiro im Jahr darauf und dabei wurde sie von dem ehemaligen Rennfahrer Mauro Gianetti unterstützt.
Nicole Brändli ist Mutter eines Sohnes. 

## Teams
- 1999 Acca Due O
- 2000 Red Bull Frankfurt
- 2001 Edil Savino
- 2002 Acca Due O Pasta Zara Lorena Camiche
- 2003 Team Prato Marathon Bike
- 2004 SC Michela Fanini Record Rox
- 2005 Team Bigla
- 2006–2009 Bigla Cycling Team
- 2016 Servetto Footon